# Lymantria sinica
Lymantria sinica is een vlinder uit de familie van de spinneruilen (Erebidae), onderfamilie donsvlinders (Lymantriinae). De wetenschappelijke naam van de soort is voor het eerst geldig gepubliceerd in 1879 door Moore.
Bij het mannetje is de voorvleugellengte 19 tot 20 millimeter, bij het vrouwtje 25 tot 29 millimeter. De soort gebruikt Liquidambar formosana, Keteleeria fortunei en mogelijk soorten Acer als waardplanten.
De soort komt voor in China, Taiwan en Vietnam.